# 诺里奇神学家约翰堂
诺里奇神学家约翰堂（St John the Theologian’s Church, Norwich）是英格兰诺福克郡诺里奇的一座一级登录建筑，最初属于英格兰圣公会，后来改属希腊正教会，最后重新开放，供世俗使用。

## 历史
该堂为中世纪建筑。英格兰圣公会将其关闭后，该建筑即移交给希腊正教会。在再次关闭之后，正在讨论重新开放，用于举行世俗婚礼。

## 管风琴
该堂管风琴的规格记载于国家管风琴登记册。